# La La Love
La La Love („Ла Ла Любов“) е песен, изпълнена от Иви Адаму, с която представя Кипър в конкурса Евровизия 2012.

## Видео
Видеото на песента е направено по подобие на приказката за Снежанка.

## Позиции в музикалните класации
- Австрия (Ö3 Austria Top 75) – 47[2]
- Белгия (Ultratip Flanders) – 11[3]
- Великобритания (UK Singles Chart) – 77[4]
- Германия (Media Control AG) – 43[5]
- Гърция (Greece Digital Songs) – 2[6]
- Дания (Tracklisten) – 38[7]
- Ирландия -32[8]
- Испания (PROMUSICAE) – 45[9]
- Швейцария (Schweizer Hitparade) – 66[10]
- Швеция (Nielsen Music Airplay Chart) – 1[11]
- Швеция (Sverigetopplistan) – 4[12]